# Voorheffing
Voorheffing is een fiscale term die uitdrukt dat belasting vooraf geheven wordt, als een soort voorschot. De hoogte van de voorgeheven belasting is niet automatisch dezelfde als de hoogte van de belasting die uiteindelijk opgelegd wordt in de belastingaanslag (de zogenaamde eindheffing). Bovendien is de voorheffing in veel gevallen uiteindelijk met een andere belasting te verrekenen.
Het principe van de voorheffing is gebaseerd op het beginsel van de minste pijn. Doordat vooraf een belasting wordt geheven die min of meer overeenkomt met de belasting die uiteindelijk verschuldigd blijkt te zijn, wordt de situatie vermeden dat belastingplichtigen enorme sommen geld ontvangen die zij vervolgens weer aan de fiscus moeten afdragen. Dit voorkomt psychologische en administratieve last.

## Nederland
Twee gevallen waarin in Nederland voorheffing veelvuldig optreedt zijn bij de loonbelasting en de dividendbelasting.

### Loonbelasting
Loonbelasting wordt door de werkgever ingehouden op het brutoloon en direct aan de belastingdienst betaald. Dikwijls fungeert zij als voorheffing op de later te berekenen en te betalen inkomstenbelasting. Als de loonbelasting exact overeenstemt met de inkomstenbelasting dan is zij eindheffing. 

### Dividendbelasting
Dividendbelasting is eindheffing wanneer dividenden en winsten worden ontvangen door buitenlandse aandeelhouders. In andere gevallen fungeert zij evenwel als voorheffing op de inkomstenbelasting (bij natuurlijke personen) of op de vennootschapsbelasting (bij rechtspersonen).

## België
De voorheffingen worden verrekend met de personenbelasting.

### Bedrijfsvoorheffing
Loontrekkenden betalen een bedrijfsvoorheffing op het brutoloon, na afhouding van de sociale zekerheid van 13,07%.

### Roerende voorheffing
De roerende voorheffing is een voorheffing over intresten en dividenden. Voor de personenbelasting werkt zij bevrijdend: hetgeen afgedragen is als roerende voorheffing, hoeft als personenbelasting niet meer afgedragen te worden. Dit wil zeggen dat inkomsten uit interesten en dividenden niet moeten worden aangegeven in de aangifte, waardoor de fiscus niet weet wie de begunstigden ervan zijn.

### Onroerende voorheffing
Ook kent men in België de onroerende voorheffing. Oorspronkelijk was deze bedoeld als een voorheffing op de inkomstenbelasting, maar thans is zij meer te beschouwen als een zelfstandige heffing. Derhalve is de aanduiding "voorheffing" in dit geval wat misleidend.